# Anopheles neghmei
Anopheles neghmei är en tvåvingeart som beskrevs av Mann 1950. Anopheles neghmei ingår i släktet Anopheles och familjen stickmyggor. Inga underarter finns listade i Catalogue of Life.